# Ústní podání
Ústní podání, projev nebo sdělení je předání informace případně emoce mezi lidmi prostřednictvím ústní komunikace. To může být stejně jednoduché jako říct někomu kolik je hodin.
Příkladem ústního projevu může být řeč, monolog, dialog, disputace, diskuse nebo polemika. Běžnou formou ústní komunikace je vyprávění, kde jedna osoba vypráví ostatním příběh o skutečné události nebo o něčem vymyšleném. Ústní tradice obsahuje kulturní materiál, zvyky a způsob myšlení předávané ústně na další generace. Vyprávění a ústní tradice jsou formy ústního projevu, které hrají důležitou roli ve folklóru a mytologii. Dalším příkladem ústní komunikace je orální historie - zaznamenávání, uchovávání a interpretace historických informací na základě osobních zkušeností a názorů mluvčího. Ochrana orální historie je obor, který se zabývá péčí a údržbou materiálů obsahujících orální historii v jakémkoli formátu.

## Vyprávění
Vyprávění často zahrnuje improvizaci nebo přibarvování. Příběhy nebo vyprávění byly sdíleny v každé kultuře jako prostředek zábavy, vzdělávání, zachování kulturní tradice i pro vštěpování morálních hodnot.
Nejstarší formou vyprávění byla ústní sdělení spolu se znázorněním gesty, což bylo běžné pro mnoho starověkých kultur. Australští domorodci malovali symboly z příběhů na stěnách jeskyní, aby pomohli vypravěči zapamatovat si příběh. Příběh byl poté vyprávěn pomocí kombinace ústního vyprávění, hudby, jeskyních maleb a tance. Původně byly příběhy uloženy do paměti a poté předávány z generace na generaci. V moderní společnosti však tuto formu předávání místní, rodinné a kulturní historie nahradila masmédia, hlavně tisk a televize. V některých zemích s nízkou mírou gramotnosti však zůstávají příběhy a vyprávění převažujícím způsobem učení.

## Ústní tradice
Ústní tradice (někdy označovaná jako lidová tradice, slovesnost nebo folklór) je kulturní materiál a tradice přenášené ústně z jedné generace na druhou. Zprávy nebo svědectví jsou ústně přenášeny řečí nebo zpěvem a mohou mít podobu například pohádek, legend, pověstí, hádanek, rčení, balad, písní, obřadů nebo her. Nově ji doplnily například vtipy, virály nebo videa. Tímto způsobem je možné, aby se ve společnosti předávala jistá omezená znalost historie, slovesnosti, právo a další poznatky napříč generacemi bez použití písma.
Sociologové zdůrazňují požadavek, že materiál byl udržován skupinou lidí po několik generací, a chtějí tak odlišit ústní tradici od svědectví nebo orální historie. Studium ústní tradice je odlišné od akademické disciplíny orální historie popsané dále. Je také odlišné od studia orality, která může být definována jako myšlenka a její slovní vyjádření ve společnostech kde technologie gramotnosti (obzvláště psaní a tisk) jsou neznámé pro většinu populace.

## Orální historie
Orální historie je zaznamenávání osobních vzpomínek a osudů těch lidí, kteří zažili historické éry nebo události. Je to metoda historické dokumentace, která využívá rozhovory s pamětníky období, které je předmětem zkoumání. Orální historie se často dotýká témat, kterých se písemné dokumenty téměř nedotýkají, a tím vyplňuje mezery v záznamech, které tvoří rané historické dokumenty. Ochrana orální historie je obor, který se zabývá péčí a údržbou materiálů orální historie bez ohledu na to, v jakém formátu mohou být.

## Tradiční formy ústního podání
Mezi zavedené systémy používající ústní podání patří kromě dříve uvedených také:
šeptanda, fáma, drbyPoslouchat šeptandu znamená něco tajného se dozvědět.
pomluva, urážka na ctiPomluva nebo jiný zásah do vážnosti člověka může být posouzen jako přestupek urážky na cti nebo i trestný čin křivého obvinění.
salónek, kroužekLiterární salóny byla shromáždění příznivců určitého žánru, autora nebo skupiny autorů. Podobně se organizují další zájmové skupiny, jako příklad mohou posloužit Pátečníci.
přednáška, projev, prohlášeníVeřejně pronesené sdělení, prohlášení před svědky nebo uznávanou autoritou. Zde je ústní sdělení závazné, může být právním aktem, například prohlášení učiněné do protokolu pro odmítnutí dědictví. Více viz článek Prohlášení.
kázání, dlouhá řeč, domluvatradičně projev s náboženským obsahem během bohoslužby
divadelní, hudební představeníárie, opera, opereta atd.
zemský sněm, schůze, parlamentní rozprava
a další.